# 熊本県道305号宮崎芦北線
熊本県道305号宮崎芦北線（くまもとけんどう305ごう みやざきあしきたせん）は、熊本県葦北郡芦北町を通る一般県道である。

## 概要

### 路線データ
- 起点：熊本県葦北郡芦北町大字宮崎（熊本県道270号天月湯浦線交点）
- 終点：熊本県葦北郡芦北町大字花岡（熊本県道27号芦北球磨線交点）

## 地理

### 通過する自治体
- 葦北郡芦北町

### 交差する道路
| 交差する道路            | 交差する場所 | 交差する場所 |
| ----------------------- | ------------ | ------------ |
| 熊本県道270号天月湯浦線 | 大字宮崎     | 起点         |
| 熊本県道27号芦北球磨線  | 大字花岡     | 終点         |

### 沿線
- 肥薩おれんじ鉄道線 湯浦駅
- 佐敷川